# Elba Aleatico Passito

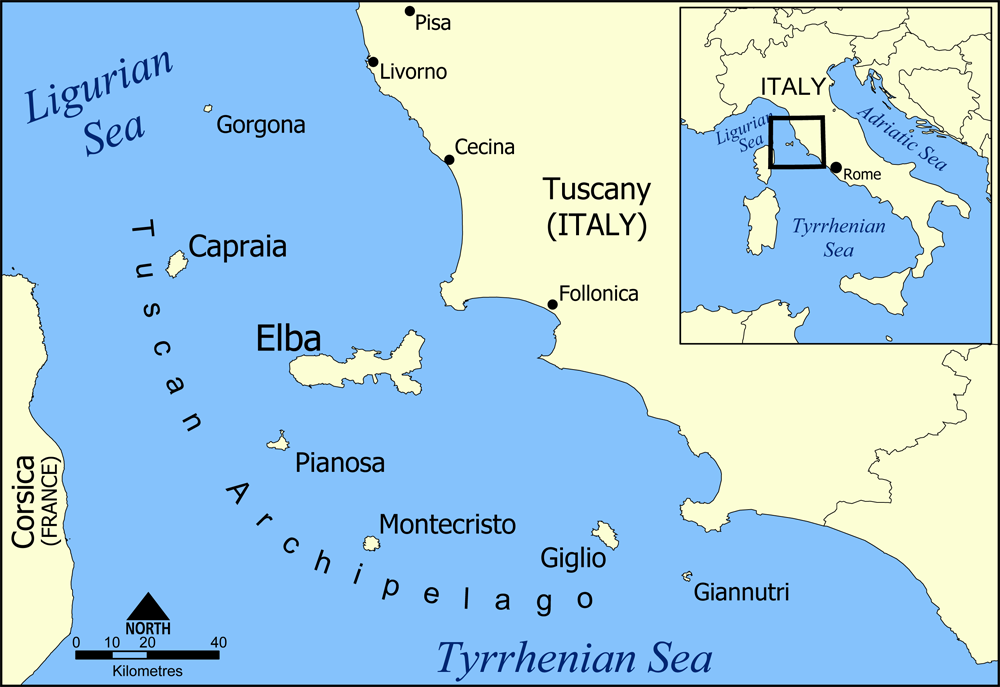
Lage der Insel

Elba Aleatico Passito ist der Name einer DOCG (Denominazione di Origine Controllata e Garantita) und eines in dieser Appellation gekelterten Dessertweines, der auch Aleatico Passito dell'Elba genannt wird. Die DOCG Elba Aleatico Passito umfasst wie die DOC/DOP Elba (Denominazione di Origine Controllata/Prodetta) den gesamten Bereich der vor der toskanischen Küste liegenden, 224 Quadratkilometer großen Insel. Der tiefrote, ins Violette schimmernde, körperreiche Süßwein wird ausschließlich aus Aleaticotrauben in der Art eines Passito hergestellt. Die nur noch weniger als 20 Hektar umfassenden Rebflächen sind, oft in kleinen Parzellen, auf der gesamten Insel verteilt. Sie liegen hauptsächlich in den Küstenebenen; die früher weit verbreiteten, terrassierten Hanglagen wurden weitgehend aufgegeben. Insgesamt gingen die Rebflächen auf der Insel mit dem starken Aufkommen des Tourismus erheblich zurück.
Der Aleatico war früher ein geschätzter und stark nachgefragter Wein, der auch außerhalb Italiens bekannt war und eine große Reputation besaß. Mit der Reblauskatastrophe gingen viele Rebflächen verloren, der starke Nachfragerückgang nach Süßweinen, der zu Beginn des 20. Jahrhunderts einsetzte, verringerte die Produktion zusätzlich, sodass dieser bemerkenswerte Passito außerhalb Italiens weitgehend in Vergessenheit geriet. Heute versucht eine Kooperative, in der die meisten Aleatico produzierenden Betriebe zusammengeschlossen sind,  sowohl die Produktion auf modernste Standards zu bringen, als auch die Vermarktung des Weines zu fördern.
Die Verleihung des DOCG-Siegels innerhalb der DOC Elba war ein weiterer Schritt zur Revitalisierung dieses Produktes. Den DOCG-Status erhielt der Elba Aleatico Passito 2011, also zu einem Zeitpunkt, als dieses höchste italienische Weinprädikat bereits durch die Neuregelung der Herkunftsbezeichnungen durch die EU 2009 überholt war. Da die alten Namen aber unter Bestandschutz stehen und einen höheren Bekanntheitsgrad haben als die neuen Bezeichnungen, werden sie vielfach weiterverwendet. Dies gilt besonders für das DOCG-Siegel, das auf eine nochmalige Qualitätssteigerung gegenüber den DOC-(DOP)-Weinen hinweist.

## Lage, Böden und Klima
Elba, die mit Abstand größte Insel des Toskanischen Archipels, liegt nur wenige Kilometer vor der Festlandküste im Tyrrhenischen Meer. Die sich in Ost-West-Richtung erstreckende Insel ist in ihrem Westteil gebirgig mit dem 1019 Meter hohen Monte Capanne als höchster Erhebung.
Die Rebflächen verteilen sich auf alle Gemeinden der Insel. Von ehemals weit über 1500 Hektar sind heute noch weniger als 200 Hektar vorhanden, davon sind etwa 14 Hektar mit Aleatico bestockt, von denen im Jahr 2017 etwa 231 Hektoliter DOCG-Wein produziert wurden. Nach der Reblauskatastrophe wurden viele Weinberge nicht mehr rekultiviert. Mit dem Aufkommen des Tourismus führten Arbeitskräftemangel durch Abwanderung der Landbevölkerung in die Touristikzentren, Bodenspekulation und Zersiedelung zu einem weiteren, noch immer anhaltenden Rückgang des Weinbaus auf Elba. Vor allem die schwierig zu kultivierenden, ehemals terrassierten Hanglagen, die jedoch zum Teil ausgezeichnete Qualitäten lieferten, wurden vielerorts aufgegeben.
Die Böden der Insel sind vielfältig, die meisten sind nährstoffarm, wenig tiefgründig, locker und durchlässig. Im Westen dominieren Böden aus verwitterndem Granit, zum Teil locker sandige Braunerde, stellenweise auch Terra rossa, die auch in anderen Gebieten der Insel auftritt. In den Ebenen des zentralen Teils finden sich neben etwas tiefgründigeren Lehmböden, karge Ton- und Mergelböden, im Ostteil wird Weinbau vor allem auf lockeren Sand- und Kiesböden betrieben.
Das Klima auf Elba ist mediterran. Die Sommer sind heiß und niederschlagsarm, doch fällt in der Regel so viel Regen, dass der Wasserstress der Reben moderat bleibt. Zusätzlich ist Tropfbewässerung gestattet, die aber nur von einigen größeren Betrieben eingesetzt wird. Die Temperaturen erreichen gelegentlich 30 °C, steigen aber sehr selten über 35 °C. Zusätzlich mildert der tagsüber wehende Seewind die Temperaturen und durchlüftet die Reben. Regen fällt vor allem zwischen Oktober und März. Die Nordwestseite empfängt wesentlich mehr Niederschlag als der Südwesten, der im Regenschatten des Monte Capanne liegt. Milde Frostnächte kommen vor, gelegentlich auch leichter Schneefall. Spätfröste mit Schadpotential sind sehr selten.

## Wein und Weincharakteristik
Die Traubenlese beginnt meist Ende August und dauert bis in die erste Septemberwoche, gelegentlich auch länger. Die Trauben werden sorgfältig von Hand gelesen, beschädigte, faule oder schimmelige Beeren werden aussortiert. Der Trocknungsvorgang wird von den einzelnen Herstellern unterschiedlich praktiziert, mehrheitlich werden die Trauben heute in überdachten, seitlich offenen Vorrichtungen bei guter Luftzirkulation, aber ohne direkte Sonneneinstrahlung etwa zwei Wochen getrocknet; nach einer Woche werden die Trauben gewendet. Durch das Trocken verlieren sie bis zu 60 % an Gewicht. Der Zuckergehalt muss am Ende der Trocknung mindestens 30 % betragen. Danach werden die Trauben entrappt, leicht gequetscht und gemaischt, etwa 5–6 Tage; nach dem Abstich des Mostes erfolgt die langsame Gärung in Gärtanks, bei besseren Qualitäten in Kastanien- oder Eichenfässern. Frühestens am 1. März des der Lese folgenden Jahres darf ein Passito Aleatico dell'Elba vermarktet werden, doch reifen gute Qualitäten einige Jahre.
Die Regularien schreiben einen Mindestgärungsalkohol von 12 Volumenprozent, bei einem potenziellen Alkoholgrad von 19 % vor; dies entspricht in etwa 100 Gramm/Liter Restzucker. Die meisten DOCG Weine haben 14 oder 15 Volumenprozent. Bei einem sehr hohen natürlichen Gärungsalkohol kann der Restzuckergehalt auch knapp unter 100 Gramm/Liter liegen. Die meisten DOCG Weine kommen aber mit etwa 120–150 Gramm Restzucker in den Handel. Die Gesamtsäure muss mindestens 6 Gramm/Liter betragen, ist aber meist etwas höher.
Ein junger Elba Aleatico Passito ist dunkel rubinrot, gealterte bekommen den für diesen Passito typischen violetten, fast ins Tintige changierenden Farbton. Sorgfältig vinifizierte und gealterte Produkte wirken aufgrund der harmonischen Säurestruktur niemals vordergründig süß, sondern trotz ihrer Vollmundigkeit, ihres Körperreichtums und des hohen Restzuckergehaltes überraschend frisch. Junge, früh auf Flasche gezogene Weine weisen oft etwas aggressive Tannine auf, ältere dagegen sind geschmeidig und rund. Die Geschmackseindrücke sind vielfältig: Waldbeeren- und Kirschenaromen, aber auch Nuancen von getrockneten Aprikosen und getrockneten Pflaumen sind wahrnehmbar. Zum Dessert sollte ein Aleatico Passito dell'Elba gut gekühlt, mit etwa 12 °C getrunken werden, für sich allein, als Vino da Meditazione etwas wärmer.

## Geschichte
Historisch gesichert ist, dass zur Zeit der etruskischen Herrschaft über die Insel bereits intensiv Weinbau betrieben wurde; vielleicht reicht die Weinbautradition noch weiter zurück. Während der Römerzeit war Elba ein wichtiges Exportgebiet für Weine. Plinius der Ältere erwähnt sie in der Naturalis historia als Insula vini ferax (Insel, reich [eigentlich fruchtbar] an Wein) Weinbau wird auch in den folgenden Jahrhunderten der Haupterwerb der Bevölkerung gewesen sein, doch fehlen dazu historische Quellen. Vor der Reblauskatastrophe war etwa die Hälfte des landwirtschaftlich nutzbaren Bodens mit Reben bestockt.
Einige Legenden ranken sich um Napoleon und den Aleatico; er scheint diesen Wein sehr geschätzt- und die Kraft und Gesundheit der einheimischen Bevölkerung auf den Genuss dieses Weines zurückgeführt zu haben. Eine Textstelle in der Novelle Die Gemälde von Ludwig Tieck zeigt, dass dieser Wein zu Beginn des 19. Jahrhunderts in Deutschland auch in bürgerlichen Kreisen bekannt und geschätzt war. Darin vergleicht der Protagonist der Novelle, Eulenböck, ein Maler (und Fälscher) und ein Weinkenner, eine Vielzahl von Weinen (darunter auch den Constantia aus Südafrika) miteinander und kommt zu dem Schluss, dass keiner der Weine an Qualität dem Aleatico gleichkommt.
Mit Beginn des 20. Jahrhunderts ging die Nachfrage nach Dessertweinen weltweit stark zurück; einige Produkte verschwanden zur Gänze vom Markt, andere, wie auch der Passito Aleatico dell'Elba, gerieten außerhalb ihres Herstellungsgebietes weitgehend in Vergessenheit. Dies führte in den betreffenden Weinbaugebieten auch zu einem Investitionsstopp und damit zu einer Verminderung der produzierten Qualitäten. Erst in letzter Zeit können sich einige dieser ehemals weltberühmten Weine wieder auf dem internationalen Weinmarkt neu positionieren.

## Sonstiges
Es sind verschiedene andere Passiti aus der Aleaticotraube am Markt, vor allem IGT (Indicazione Geografica Tipica) Weine aus der Toskana und einige DOC-Weine. Die DOC Weine stammen aus Salice Salentino nordöstlich von Lecce, aus der sehr kleinen Pergola DOC in den Marken zwischen Urbino und Jesi und aus der südtoskanischen DOC Sovana westlich des Bolsenasees. Diese Passiti bestehen zu 85 % aus Aleatico und werden meist halbsüß ausgebaut. Der  Aleatico di Gradoli, und der Aleatico di Puglia sind meist keine Passiti, doch gibt es von beiden Weinen auch eine Version aus getrockneten Trauben.